# (12260) 1989 SP11
(12260) 1989 SP11 là một tiểu hành tinh vành đai chính. Nó được phát hiện bởi Henri Debehogne ở Đài thiên văn La Silla ở Chile ngày 30 tháng 9 năm 1989.